# Holodek
Holodek (z ang. holodeck, dosłownie: holopokład) – fikcyjna technologia, pojawiającą się w późniejszych produkcjach spod znaku Star Trek. Pomieszczenie nazywane holodekiem umożliwiało kreowanie symulowanej rzeczywistości na podstawie wprowadzonych wcześniej danych. Symulacja taka, zbudowana z holomaterii powstałej w oparciu o fotony uwięzione w polach siłowych, jest praktycznie nieodróżnialna od rzeczywistości i w najdrobniejszych szczegółach odwzorowuje prawdziwą materię (włącznie z ludźmi i całą ich osobowością, która także jest generowana komputerowo). Pozwala też osobie korzystającej z holodeku na pełną interakcję z otoczeniem (rozmowa czy walka z postaciami, które zawiera dany program). Żaden element symulacji nie jest jednak w stanie opuścić zamkniętego pomieszczenia holodeku, gdyż tylko tam znajdują się hologeneratory, bez których holomateria ulega dezintegracji.
Po raz pierwszy pomieszczenia rekreacyjne wyposażone w technologię holograficzną pojawiły się w serialu Star Trek: Animowana Seria w 1974 roku, jednak koncept holodeku w formie znanej później po raz pierwszy pojawił się w pilotażowym odcinku serialu Star Trek: Następne pokolenie – Encounter at Farpoint (którego akcja rozgrywa się, zgodnie z wewnętrzną chronologią uniwersum, ponad 100 lat później, w XXIV wieku). O ile wtedy był nowinką, dopiero wprowadzaną do użycia i nieznaną większości głównych bohaterów, o tyle późniejszych serialach (Star Trek: Stacja Kosmiczna i Star Trek: Voyager) został już ukazany jako standardowe wyposażenie wszystkich okrętów i placówek Gwiezdnej Floty, gdzie używano go zarówno do treningu, jak i w celach rekreacyjnych. Taka technologia pojawiła się też epizodycznie w serialu Star Trek: Enterprise (którego akcja z kolei ma miejsce 200 lat przed Następnym pokoleniem) w rękach rasy Xrylian.
Scenarzyści wielokrotnie używali holodeku jako pretekstu, do snucia filozoficznych rozważań na tematy związane z metafizyką, jak np. w odcinkach Elementary, Dear Data czy Ship in a Bottle (Star Trek: Następne pokolenie) – program holodeku staje się samoświadomy i zaczyna snuć rozważania nad naturą swojej egzystencji oraz tożsamości.
Urządzenie podobne do holodeku pod nazwą widownia videoplastyczna pojawia się w powieści Stanisława Lema Obłok Magellana (1955). Podobne wynalazki o nazwach real i mut (zapewne skróty od realny i mutacja) wspomniane są w jego późniejszej książce Powrót z gwiazd (1961).